# 22143 Кетіфовлер
22143 Кетіфовлер (22143 Cathyfowler) — астероїд головного поясу, відкритий 1 листопада 2000 року.
Тіссеранів параметр щодо Юпітера — 3,615.